# Oleg Novitski
Pour les articles homonymes, voir Novitski.
Oleg Viktorovitch Novitski (russe : Олег Викторович Новицкий), né le 12 octobre 1971 à Tcherven en Biélorussie, est un cosmonaute et lieutenant-colonel dans l'Armée de l'air russe.

## Biographie
Novitski est né le 12 octobre 1971 à Tcherven, une ville de la région de Minsk. Il a été diplômé de l'école de Tcherven en 1988 et est entré dans l'école des pilotes militaires de Borissoglebsk.
En 1994, il est diplômé de l'école de pilotes militaires Kachinskoye où il a étudié au département spécialisé dans le commandement de l'aviation tactique. Novitski y a été certifié en tant qu'ingénieur-pilote. De septembre à décembre 1995, Novitski a été pilote-instructeur dans le régiment d'aviation de combat du centre de formation V. Chkalov. De décembre 1995 à juin 2004, il a occupé divers postes, de pilote à commandant adjoint d'escadron aérien au régiment de chasseurs de la Première division aérienne composite de la 4e Armée de l'air et de l'Armée de la défense aérienne du Caucase du Nord.
En 2006, Novitski a été diplômé de l'académie de l'armée de l'air Youri-Gagarine. Après l'obtention de ce diplôme, Novitski était commandant d'un escadron. Au moment de sa sélection comme cosmonaute, il pilotait des avions Aero L-39 Albatros et Soukhoï Su-25, avec un total de 700 heures de vol. Novitski est un instructeur qualifié de parachutisme et plongeur militaire. 
Il a été sélectionné par l'Agence spatiale fédérale russe pour devenir cosmonaute en 2006 dans le groupe TsPK-14. Il a terminé son entraînement de base trois ans plus tard.
Il a pris sa retraite de l'armée de l'air en 2012, après avoir été promu colonel en 2010.

## Vols réalisés
Le 23 octobre 2012, il prend place à bord du vaisseau Soyouz TMA-06M pour rejoindre la Station spatiale internationale, participant aux expéditions 33 et 34. Il rentre sur Terre le 16 mars 2013 après 143 jours en orbite.
Le 17 novembre 2016 il s'envole à nouveau vers la station spatiale internationale, à bord de Soyouz MS-03, en compagnie de l'Américaine Peggy Whitson et du Français Thomas Pesquet, en tant que membre des missions Expédition 50 et Expédition 51.
Il est de retour le 2 juin 2017 après une mission de 196 jours dans les steppes kazakhes, avec un équipage exceptionnellement réduit à deux : lui et Thomas Pesquet,.
Oleg Novitski repart pour une troisième mission de longue durée sur l'ISS en 2021, en tant que commandant du Soyouz MS-18, avec Piotr Doubrov et Mark Vande Hei. Il participe à l'expédition 65, composée de l'équipage de MS-18 et de celle du Dragon Crew 2 de SpaceX (Shane Kimbrough, Akihiko Hoshide, Megan McArthur et Thomas Pesquet). Piotr Doubrov et lui effectueront un grand nombre de sorties extravéhiculaires afin de connecter le nouveau laboratoire russe Nauka lors de cette mission.
Il commande la mission Soyouz MS-25, décollant en 2024 vers l'ISS avec la première cosmonaute biélorusse, Marina Vassilievskaïa et l'américaine Tracy Caldwell-Dyson. Pour Novitski, il s'agit d'une mission de courte durée. Il rentre sur Terre en commandant le Soyouz MS-24.

## Galerie

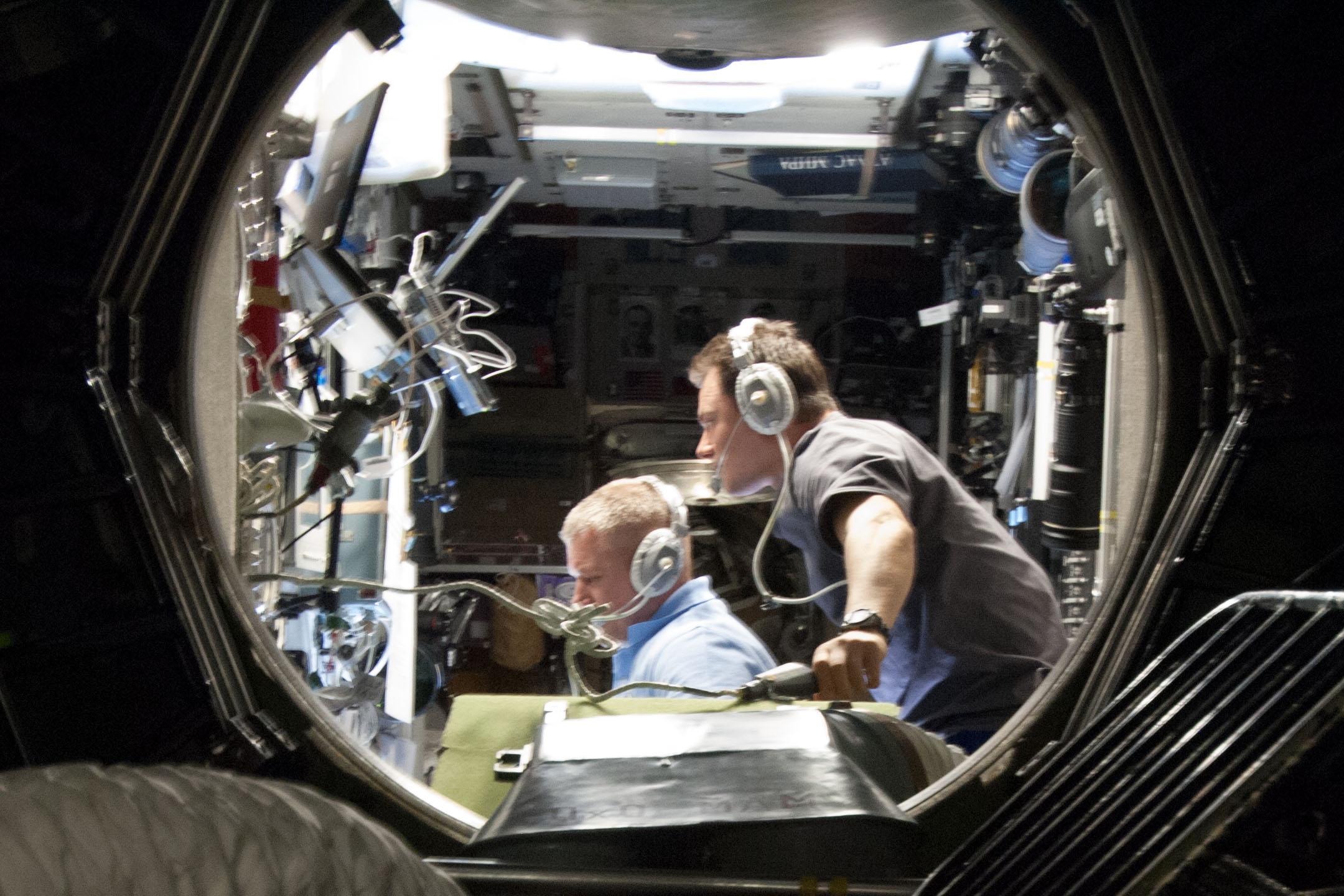
Lors de l'approche du vaisseau cargo Progress M-18M, Roman Romanenko et Oleg Novitski contrôlent l'amarrage depuis le module Zvezda, lors de l'expédition 34.
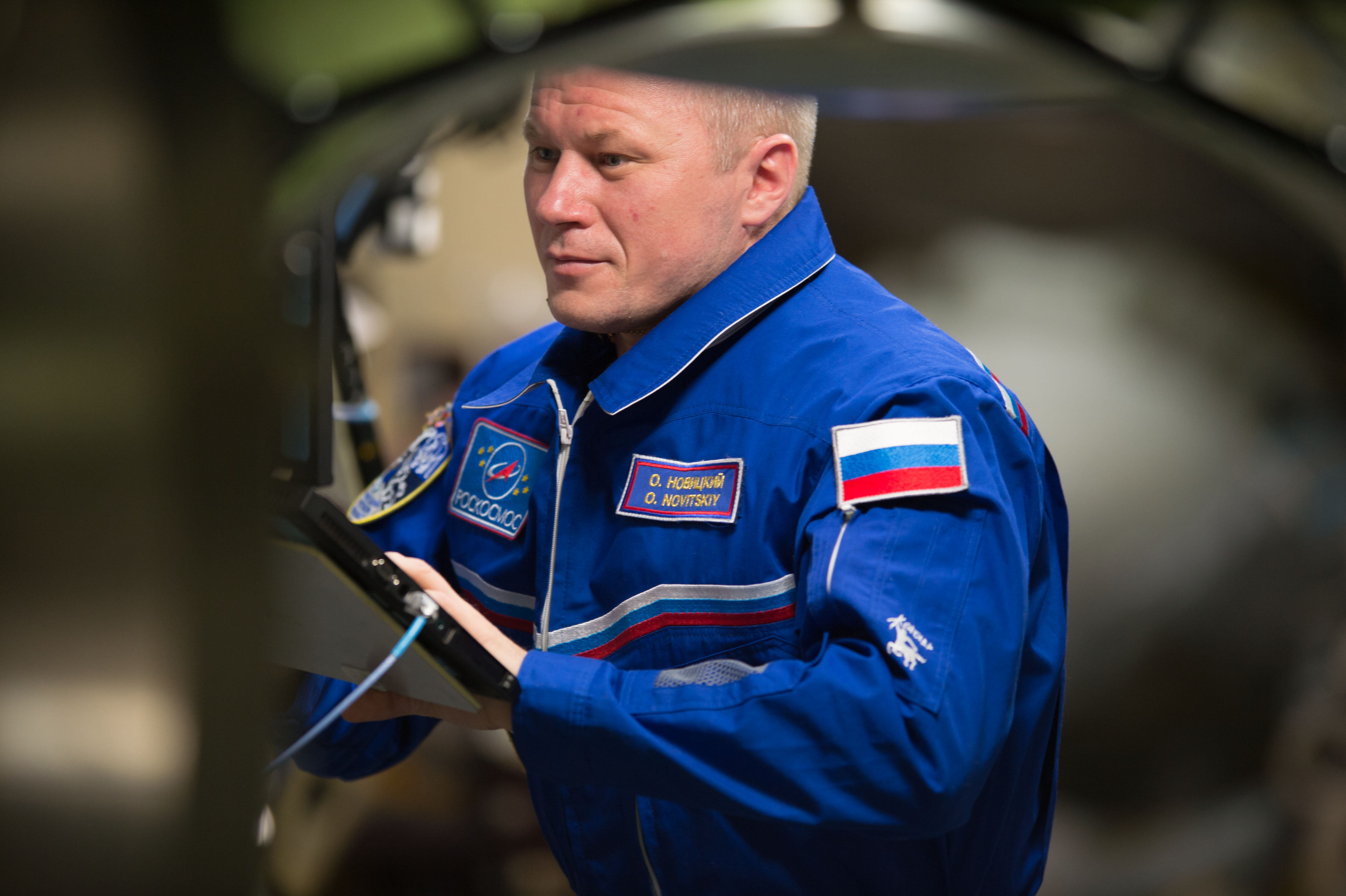
Lors de sa deuxième mission.
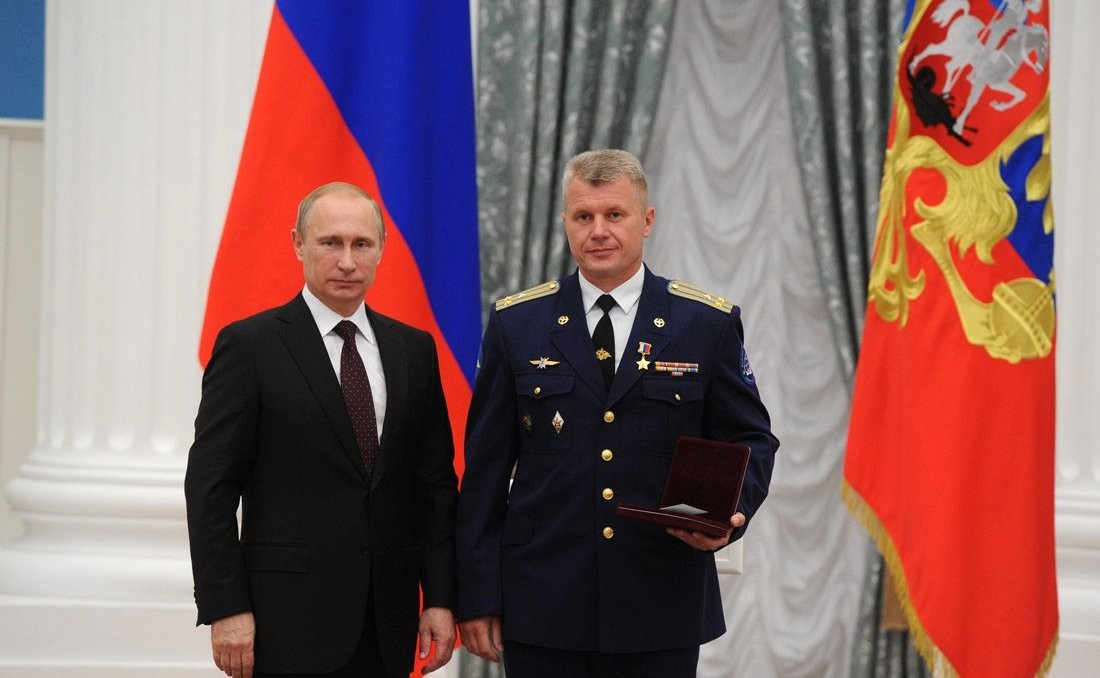
Avec Vladimir Poutine, lors de la remise au cosmonaute de récompenses.
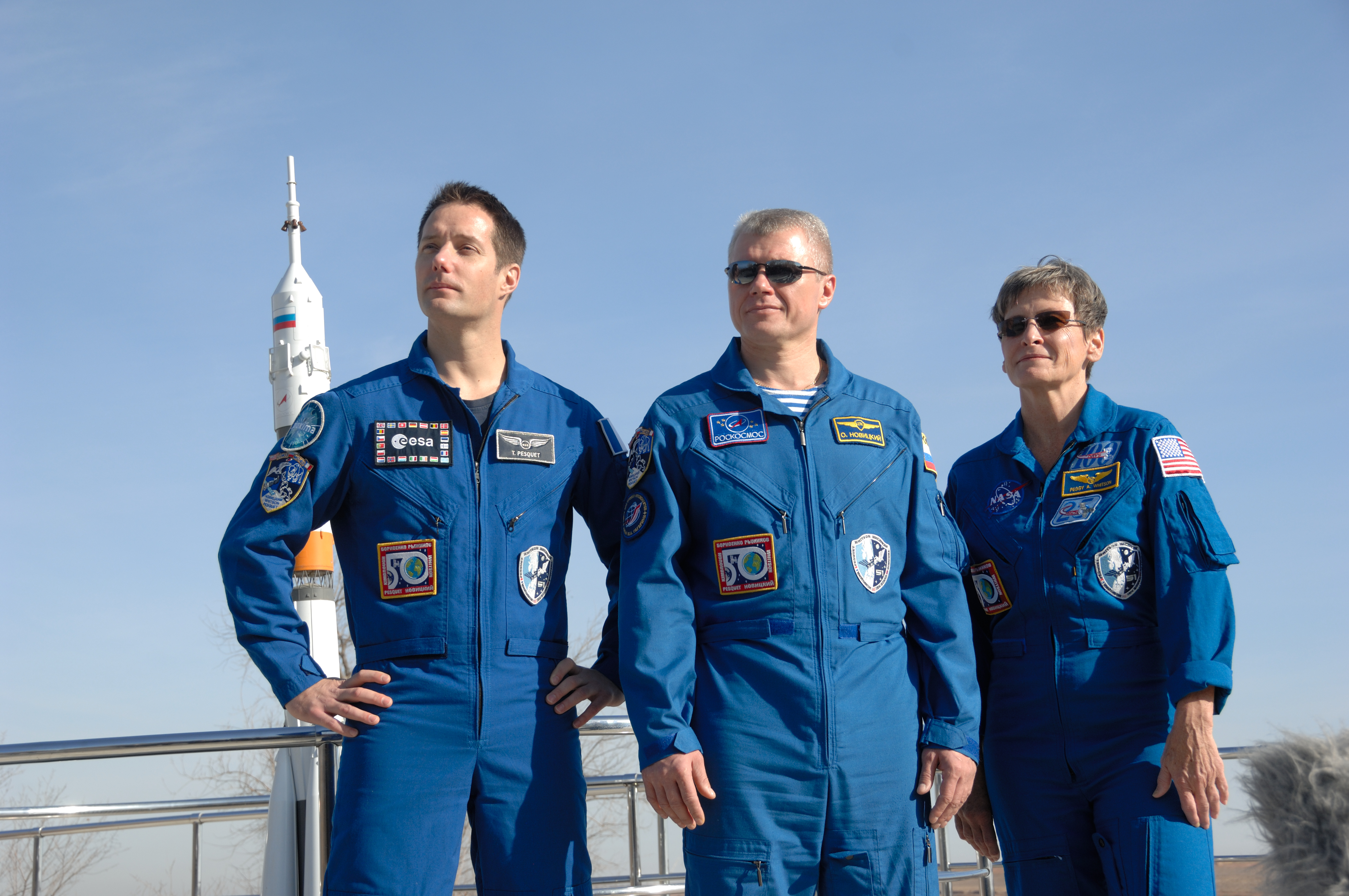
Avec l'équipage du Soyouz MS-03, Thomas Pesquet, à gauche et Peggy Whitson, à droite, devant leur lanceur.

## Titres et récompenses
- Médailles du ministère de la Défense de la fédération de Russie :
  - « Pour la participation aux opérations militaires »
  - « Pour la vertu militaire », degré II
  - « Pour service militaire distingué », degrés I, II et III
  - « Pour le service dans l'armée de l'air »
  - Vétéran des opérations militaires
- Héros de la fédération de Russie
- France : chevalier de la Légion d'honneur[9]
- Pilote-cosmonaute de la fédération de Russie.